# Henriette Hauser
Henriette Hauser, alias Citron, née Henriette Hausser le 17 novembre 1830 dans l'ancien 4e arrondissement de Paris et morte le 2 avril 1895 dans le 17e arrondissement de Paris, est une actrice, une artiste lyrique et un modèle français.

## Biographie

### Jeunesse
Henriette Hausser naît en 1830 à Paris, fille naturelle d'Annette Hausser. En janvier 1849, à dix-huit ans, installée à Gournay-en-Bray avec sa mère devenue « directrice de la poste aux lettres », elle épouse Michel Salvador Ferdinand Boulier, un pharmacien de trente et un an. Mais cinq semaines plus tard, elle se marie à nouveau, avec un dénommé Louis Nicolas Vaté, un marchand de nouveautés âgé de trente-cinq ans,. Deux ans plus tard naît dans la même commune leur fils, prénommé Louis Henri.

### Carrière
D'après l'historien du théâtre Henry Lyonnet, Henriette Hausser commence sa carrière en 1856 à Bruxelles, qu'elle quitte en 1862 pour La Haye. Dans la presse belge, on la présente en 1859 comme « une des plus gracieuses ex-pensionnaires des théâtres Saint-Hubert et du Vaudeville », qui « a quitté Bruxelles » l'année précédente et vient de débuter au théâtre Scribe (it), à Turin. En 1863, la presse française commence à mentionner son nom, à l'occasion des représentations de la féerie Peau d'Âne, à la Gaîté, où elle se fait remarquer en reprenant le rôle de Mlle Ferraris. Très vite considérée comme une actrice demi-mondaine, Henriette Hausser participe aux événements de la vie parisienne du Second Empire — bals, réceptions, courses hippiques... Dans une rubrique du journal Le Géant intitulée « Les jolies femmes de Paris », le romancier Charles Diguet dresse d'elle un portrait dithyrambique, louant ses attributs physiques, son « corps de Vénus antique », ses « épaules qu'un Dieu sculpteur a pétries », « son divin corps », « son front, bien proportionné, (...) couronné d'un océan de cheveux flavescents, dont les flots épais, pailletés d'or, scintillent sur une nuque finement dessinée ».
À l'instar de Marie Colombier, actrice du théâtre du Châtelet, Henriette Hausser donne elle-même à l'occasion des soirées, dont le coût la conduit à contracter des dettes conséquentes : en 1870, le tribunal de la Seine la condamne ainsi à rembourser près de 3 000 francs à son débiteur, le restaurateur Louis Bignon. Peut-être pour échapper à ses déboires en France, sa carrière théâtrale se déroule en partie à l'étranger, à Berlin, ou à Londres où elle est engagée pour reprendre le répertoire du Gymnase.
En 1872, son mari, Louis Nicolas Vaté, resté à Gournay et devenu voyageur de commerce, meurt à l'âge de cinquante-huit ans. Après son rôle dans La Closerie des genêts de Frédéric Soulié, en 1874, la carrière sur scène d'Henriette Hausser semble marquer le pas.
Elle devient[Quand ?] la maîtresse du prince héritier Guillaume des Pays-Bas qui, en désaccord avec sa famille, a quitté La Haye pour Paris. Parce qu'il porte le titre de prince d'Orange-Nassau, il reçoit par plaisanterie du duc de Gramont-Caderousse le surnom de prince Citron, et Henriette Hausser devient par ricochet Citron.
En 1876, elle sert de modèle à Édouard Manet, qu'elle a probablement rencontré chez la poétesse Nina de Callias, elle-même représentée en 1873 sur le tableau de Manet La Dame aux éventails. On dit d'Henriette Hausser qu'elle a déjà posé en 1866 pour le peintre Charles-François Marchal et son tableau Phryné, et inspiré à Alexandre Dumas fils le personnage de Mme de Santis dans sa pièce Le Demi-Monde en 1855. Manet baptise sa toile Nana, comme le personnage de courtisane créé la même année par Émile Zola dans le roman L'Assommoir, que le peintre a lu dès sa parution en feuilleton. Henriette Hausser pose debout, en déshabillé devant un miroir, sous les yeux d'un homme en habit. Le tableau, refusé au Salon de 1877, est exposé chez Giroux, un magasin du boulevard des Capucines. Peu après, Henriette Hausser pose à nouveau pour Manet, aux côtés des peintres Victorine Meurent et Henri Guérard, pour Le Skating. En 1879, Zola publie le roman Nana, dont la cocotte Nana est cette fois le point central et qui en raconte la chute. Le personnage est inspiré de plusieurs figures de l'époque, artistes et demi-mondaines, comme Blanche D'Antigny, Valtesse de La Bigne, Cora Pearl ou Hortense Schneider.
Durant la décennie suivante, désormais qualifiée d'« artiste lyrique », Henriette Hausser se produit épisodiquement sur scène, lors de concerts dans lesquels elle chante, déclame de la poésie ou joue du cithare,. Mais son nom est peu à peu oublié. En 1884, à l’occasion de la vente de tableaux d'Édouard Manet, Le Figaro parle d'elle comme « d'une disparue », qui a posé pour Manet ou Marchal.
Henriette Hausser continue de jouer à Paris jusqu'en 1894. Elle meurt, veuve, en 1895 à Paris, dans son domicile du 67, avenue de Wagram,, et est inhumée trois jours plus tard au cimetière parisien de Saint-Ouen.

## Théâtre
- 1859 : Noblesse oblige, théâtre Scribe, Turin
- 1863 : Peau d'Âne, féerie de Louis-Émile Vanderbuch, Laurencin et Clairville, théâtre de la Gaîté : la fée Coquette (en remplacement de Mlle Ferraris)
- 1864 : Une tasse de thé, théâtres des Jeunes-Artistes (février)
- 1866 : Orphée aux Enfers, opéra bouffe en 2 actes et 4 tableaux d’Hector Crémieux et Ludovic Halévy, musique de Jacques Offenbach, Bouffes-Parisiens
- 1870 : Les Vieux Garçons, comédie en 5 actes de Victorien Sardou, Londres : Clémence
- 1874 : La Closerie des genêts, drame en 7 actes de Frédéric Soulié, théâtre de Cluny : Léona

## Dans la culture

### Littérature
- 1855 : Le Demi-Monde, pièce d'Alexandre Dumas fils, créée au théâtre du Gymnase le 20 mars 1855 (Henriette Hausser aurait inspiré le personnage de Mme de Santis[18])

### Tableaux
- Phryné, Charles-François Marchal, 1868[18] (tableau disparu, connu d'après sa gravure[26])
- Nana, Édouard Manet, 1877, coll. Kunsthalle de Hambourg[27]
- Le Skating, Édouard Manet, 1877, coll. Fogg Art Museum, Cambridge[28] (avec Victorine Meurent et Henri Guérard[27])